# 소수 종교
소수 종교(新興宗敎)는 신자들이 적은 종교를 말한다. 따라서 신자가 많은 종교라도 그 종교를 믿는 신자가 적은 나라에서는 소수 종교로 분류될 수 있다. 예를 들어 이슬람교도 서남아시아 지역에서는 신자가 많아서 일종의 주요 종교이지만 대한민국이나 일본 같은 나라에서는 신자가 적어 소수 종교로 분류된다. 또 사이비 종교 혹은 신흥 종교도 주요 종교와 비교해 신자가 적은 경우가 많아서 소수 종교로 많이 분류된다.

## 같이 보기
- 신흥 종교